# Studieförbundet Vuxenskolans lättläst-pris
Studieförbundet Vuxenskolans lättläst-pris är ett litteraturpris för lättlästa böcker som Studieförbundet Vuxenskolan instiftade 2020. Priset delades ut första gången i Stockholm i samband med Bokmässan i Göteborg 2020. Priset delas ut årligen och ges till nyutgiven litteratur på lättläst svenska.
Priset delas ut till antingen ett originalverk med lättläst språk eller en bearbetning till lättläst språk. Vinnaren ska hålla en hög litterär kvalitet och uppfylla följande: "Ett lättbegripligt språk anpassat för läsare med stora krav på konkreta och tydliga, men ändå livfulla och känslosamma texter.” 

## Pristagare
- 2020 – Kramar och brev av Åsa Storck, Nypon förlag[3]
- 2021 – Sista brevet till Sverige av Vilhelm Moberg återberättad av Johan Werkmäster
- 2022 – Sköna Maj av Eli Åhman Owetz
- 2023 – Rockfesten av Ann Gomér[4]
- 2024 – Strandflickan av Lisa Förare